# Eccentricità orbitale

Varie traiettorie orbitali con diverse eccentricità

In astrodinamica, sotto le ipotesi standard ogni orbita deve avere la forma di una sezione conica. L'eccentricità di questa sezione conica, detta eccentricità dell'orbita o eccentricità orbitale, è un importante parametro per la definizione assoluta della sua forma circolare come una sfera perfetta.
L'eccentricità può essere considerata come la misura di quanto l'orbita sia deviata da un cerchio.

## Definizione
Sempre sotto le ipotesi standard, l'eccentricità orbitale ({\displaystyle e}) è definita rigorosamente per tutte le orbite circolari, ellittiche, paraboliche, iperboliche e vale:
- per le orbite circolari: {\displaystyle e=0},
- per le orbite ellittiche: {\displaystyle 0<e<1},
- per le traiettorie paraboliche: {\displaystyle e=1},
- per le traiettorie iperboliche: {\displaystyle e>1}.

L'eccentricità, a prescindere dal tipo di orbita, è data da
{\displaystyle e={\sqrt {1+{\frac {2EL^{2}}{m_{\text{rid}}\alpha ^{2}}}}}}
dove E è l'energia orbitale totale, L è il momento angolare, mrid è la massa ridotta, e α il coefficiente della forza centrale che va con il quadrato della distanza: ad esempio la gravità o l'elettrostatica in meccanica classica.
Ad esempio, per la forza gravitazionale
{\displaystyle F={\frac {\alpha }{r^{2}}}={\frac {GMm}{r^{2}}},}
la formula per l'eccentricità diventa:
{\displaystyle e={\sqrt {1+{\frac {2\varepsilon h^{2}}{\mu ^{2}}}}}}
dove ε è l'energia orbitale specifica (energia totale divisa per la massa ridotta), μ la costante gravitazionale planetaria basata sulla massa totale, e h il momento angolare specifico (momento angolare diviso per la massa ridotta).

## Calcolo
L'eccentricità di un'orbita può essere calcolata a partire dai vettori di stato come valore assoluto del vettore eccentricità:
{\displaystyle e=\left|\mathbf {e} \right|}
dove {\displaystyle \mathbf {e} }, è il vettore eccentricità.
Per le orbite ellittiche può anche essere calcolata come distanza tra l'apoasse e il periasse da  rp = a(1 − e) e ra = a(1 + e), dove a è il semiasse maggiore.
{\displaystyle e={{r_{a}-r_{p}} \over {r_{a}+r_{p}}}=1-{\frac {2}{{\frac {r_{a}}{r_{p}}}+1}}={\frac {2}{{\frac {r_{p}}{r_{a}}}+1}}-1}
dove:
- {\displaystyle r_{p}} è il raggio di pericentro,
- {\displaystyle r_{a}} è il raggio di apocentro.

## Esempi
| Oggetto           | eccentricità |
| ----------------- | ------------ |
| Tritone           | 0,00002      |
| Venere            | 0,0068       |
| Nettuno           | 0,0086       |
| Terra             | 0,0167       |
| Titano            | 0,0288       |
| Urano             | 0,0472       |
| Giove             | 0,0484       |
| Saturno           | 0,0541       |
| Luna              | 0,0549       |
| Cerere            | 0,0758       |
| 4 Vesta           | 0,0887       |
| Marte             | 0,0934       |
| 10 Hygiea         | 0,1146       |
| Makemake          | 0,1559       |
| Haumea            | 0,1887       |
| Mercurio          | 0,2056       |
| 2 Pallas          | 0,2313       |
| Plutone           | 0,2488       |
| 3 Juno            | 0,2555       |
| 324 Bamberga      | 0,3400       |
| Eris              | 0,4407       |
| Nereide           | 0,7507       |
| Sedna             | 0,8549       |
| Cometa di Halley  | 0,9671       |
| Cometa Hale-Bopp  | 0,9951       |
| Cometa Ikeya-Seki | 0,9999       |
| C/1980 E1 Bowell  | 1,057        |
| 1I/'Oumuamua      | 1,20         |
| 2I/Borisov        | 3,5          |

L'eccentricità dell'orbita terrestre è attualmente di circa 0,0167 ed è quasi circolare. Venere e Nettuno hanno eccentricità ancora più basse. Nel corso di centinaia di migliaia di anni, l'eccentricità dell'orbita terrestre varia da quasi 0,0034 a quasi 0,058 a causa delle attrazioni gravitazionali con gli altri pianeti.
La tabella a destra mostra le eccentricità orbitali di tutti i pianeti e pianeti nani, e di alcuni asteroidi, comete e satelliti naturali. Mercurio ha la più grande eccentricità orbitale di qualsiasi pianeta del sistema solare (e = 0,2056). Tale eccentricità è sufficiente affinché Mercurio riceva il doppio dell'irradiazione solare al perielio rispetto all'afelio. Prima della sua retrocessione dallo stato di pianeta nel 2006, Plutone era considerato il pianeta con l'orbita più eccentrica (e = 0,248). Altri oggetti transnettuniani hanno un'eccentricità significativa, in particolare il pianeta nano Eris (0,44). Ancora più lontano, Sedna, ha un'eccentricità estremamente elevata di 0,855, con un afelio a 937 UA e un perielio a circa 76 UA.
La maggior parte degli asteroidi del sistema solare hanno eccentricità orbitali comprese tra 0 e 0,35 con un valore medio di 0,17. Le loro eccentricità relativamente elevate sono probabilmente dovute all'influenza di Giove e alle collisioni del passato.
Il valore dell'orbita lunare è 0,0549; è l'orbita più eccentrica tra i grandi satelliti del sistema solare. Le quattro lune galileiane hanno un'eccentricità <0,01. La più grande luna di Nettuno, Tritone, ha un'eccentricità di 1,6 × 10-5 (0,000016), la più piccola eccentricità di qualsiasi satellite conosciuto nel sistema solare; la sua orbita è quasi un cerchio perfetto. Tuttavia, le lune più piccole, in particolare le lune irregolari, possono avere un'alta eccentricità, come la terza luna più grande di Nettuno, Nereide (0,75).
Le comete hanno valori di eccentricità molto diversi. Quelle periodiche hanno eccentricità per lo più comprese tra 0,2 e 0,7, ma alcune di esse hanno orbite ellittiche altamente eccentriche con eccentricità appena inferiori a 1, ad esempio, la cometa di Halley ha un valore di 0,967. Le comete non periodiche seguono orbite quasi paraboliche e quindi hanno eccentricità ancora più vicine a 1. Gli esempi includono la cometa Hale-Bopp con un valore di 0,995 e la cometa McNaught con un valore di 1,000019. Poiché il valore della Hale-Bopp è inferiore a 1, la sua orbita è ellittica e quindi tornerà. La cometa McNaught ha un'orbita iperbolica sotto l'influenza dei pianeti, ma è ancora legata al Sole con un periodo orbitale di circa 105 anni. In un'epoca del 2010, la cometa C/1980 E1 Bowell ha la più grande eccentricità di qualsiasi cometa iperbolica conosciuta, con un'eccentricità di 1,057, e alla fine lascerà il sistema solare.
1I/'Oumuamua è il primo oggetto interstellare osservato mentre attraversava il sistema solare. La sua eccentricità orbitale di 1,20 indica che 'Oumuamua non è mai stato legato gravitazionalmente al nostro sole. È stato scoperto a 0,2 UA dalla Terra ed ha un diametro di circa 200 metri. Ha una velocità interstellare (velocità all'infinito) di 26,33 km/s.

## Pianeti extrasolari
La maggior parte dei tanti esopianeti scoperti ha un'eccentricità orbitale maggiore rispetto ai pianeti nel nostro sistema planetario. Gli esopianeti trovati con una bassa eccentricità orbitale (orbite quasi circolari) sono molto vicini alla loro stella e sono in rotazione sincrona attorno a essa. Tutti gli otto pianeti del Sistema Solare hanno orbite quasi circolari, gli esopianeti scoperti mostrano che il sistema solare, con la sua eccentricità insolitamente bassa, è molto raro.
Una teoria attribuisce questa bassa eccentricità all'elevato numero di pianeti nel sistema solare; un altro suggerisce che sia sorto a causa delle sue cinture di asteroidi uniche. Sono stati trovati alcuni altri sistemi multiplanetari, ma nessuno assomiglia al sistema solare, con i pianeti che hanno orbite quasi circolari. I sistemi di planetesimi solari includono la fascia principale, la famiglia Hilda, la fascia di Kuiper, la nube di Hills e la nube di Oort. Molti dei sistemi di pianeti extrasolari scoperti non hanno un sistema di planetesimi e non sono sistemi molto vasti. È necessaria una bassa eccentricità per l'abitabilità planetaria, specialmente per la vita complessa. È probabile che all'aumentare della molteplicità di un sistema l'eccentricità orbitale in generale diminuisca, favorendo l'abitabilità planetaria. Anche l'ipotesi della grande virata aiuta a comprendere le orbite quasi circolari e altre caratteristiche uniche del sistema solare.
HD 20782 b è il pianeta con l'orbita più eccentrica conosciuta, con e = 0,97. Ha un semiasse maggiore di 1,38 UA, tuttavia la sua distanza dalla stella varia da appena 0,1 UA, quando si trova al periastro, a 2,6 UA quando passa per l'apoastro.